# Petrópolis (film)
Pour les articles homonymes, voir Petrópolis (homonymie).
Petrópolis (Петрополис) est un film russe de 2022 dans le genre thriller fantastique de science-fiction réalisé par Valeri Fokine d'après un scénario inspiré de la nouvelle de son fils Kirill Fokine, intitulée Feu, et comprenant dans les rôles principaux Anton Chaguine et Ioulia Sniguir,. Il est sorti dans les salles en Russie le 27 octobre 2022.

## Synopsis
Ce film raconte l'histoire d'un jeune homme qui est envoyé étudier aux États-Unis où il rencontre une jeune femme qu'il épouse. Il réussit dans ses études et il est heureux dans sa vie privée, mais soudain, après avoir défendu sa thèse, il reçoit une invitation à rejoindre une organisation internationale fermée afin d'étudier là-bas un scénario hypothétique: quelle serait la réaction des gens, s'ils apprenaient que les extraterrestres existent vraiment et sont en contact avec nous depuis longtemps ?

## Fiche technique
- Réalisation: Valeri Fokine
- Scénario: Kirill Fokine
- Production: Renat Davletiarov, Grigori Podzemelni, Artiom Vitkine, Svetlana Izvekova, Ioulia Titova
- Photographie: Ilia Ovsenev
- Compagnies de production: Interfest, Revolution Film, Ministère de la culture de la fédération de Russie
- Distribution: The White Nights
- Durée: 118 minutes
- Pays de production :  Russie
- Langue: russe

## Distribution
- Anton Chaguine: Vladimir Ognev
- Ioulia Sniguir: Anna
- Vladimir Kochevoï: Mann
- Odin Biron: Philip Graham
- Junsuke Kinoshita: Osiri
- Roman Melders
- Daniel Barnes: collègue
- Richard Lee Wilson: le président des États-Unis
- Marco Dinelli: le président de la république française
- Igor Kim: l'agent spécial
- Jonathan Solvay: Alec Jones

## Histoire
Le tournage a commencé en août 2020 à Saint-Pétersbourg et dans l'oblast de Léningrad et le film a été principalement réalisé à Moscou en août et septembre 2020 dans un pavillon de karting de 6800 m2 sur le territoire de l'usine de tuyaux FILIT. Vingt lieux ont été construits pour représenter des scènes se passant dans trois pays: Russie, États-Unis et Japon. Des maisons, intérieurs, avenues, rues, boulevards, bureaux, restaurants, etc. et même une villa donnant sur une plage de Miami (où Ognev et sa femme ont passé des jours heureux) ont été reconstitués.
Le film a été présenté au festival de Cannes 2019 au Marché du film de Cannes.